# Alionių pelkė II
Alionių pelkė II este o arie protejată (sit de importanță comunitară — SCI) din Lituania întinsă pe o suprafață de 1.380,54 ha, integral pe uscat.

## Localizare
Centrul sitului Alionių pelkė II este situat la coordonatele 54°59′29″N 25°12′41″E / 54.9913°N 25.2113°E.

## Înființare
Situl Alionių pelkė II a fost declarat sit de importanță comunitară în noiembrie 2022 pentru a proteja 1 specie de animale.

## Biodiversitate
Situată în ecoregiunea boreală, aria protejată conține 3 habitate naturale: Păduri caducifoliate bătrâne naturale hemiboreale fino-scandinave (Quercus, Tilia, Acer, Fraxinus sau Ulmus) bogate în specii epifite, Păduri caducifoliate de mlaștină fino-scandinave, Păduri aluvionare cu Alnus glutinosa și Fraxinus excelsior (Alno-Padion, Alnion incanae, Salicion albae).
La baza desemnării sitului se află o specie protejată de  nevertebrate: Osmoderma eremita.
Pe lângă speciile protejate, pe teritoriul sitului au mai fost identificate 1 specie de păsări.